# ۹۲۷ (میلادی)
۹۲۷ (میلادی) نهصد و بیست و هفتمین سال تقویم میلادی است.

## رویدادها
شروع پادشاهی شاه گیون سائه
آخرین پادشاه شیلا

## درگذشتگان
‎